# (13176) Kobedaitenken
(13176) Kobedaitenken est un astéroïde de la ceinture principale.

## Description
(13176) Kobedaitenken est un astéroïde de la ceinture principale. Il fut découvert le 21 avril 1996 à Yatsuka (en) par Robert H. McNaught et Hiroshi Abe. Il présente une orbite caractérisée par un demi-grand axe de 3,19 UA, une excentricité de 0,14 et une inclinaison de 18,7° par rapport à l'écliptique.

## Compléments